# Liszó
Liszó è un comune dell'Ungheria di 440 abitanti (dati 2001). È situato nella contea di Zala.